# Maximumsnelheid in de Verenigde Staten
Maximumsnelheden in de Verenigde Staten worden aangegeven in mijlen per uur. De snelheden worden vastgelegd door de staat of het territorium en verschillen daarom afhankelijk van de lokale wetgeving. Snelheden buiten de bebouwde kom kunnen verschillen van 35 mph (56 km/h) in de stedelijke omgeving tot 85 mph (137 km/h) op het platteland van Texas. Snelheden worden aangegeven door middel van vierkante of rechthoekige borden tot een verschil van 5 mph (8 km/h).

## Hoogste maximumsnelheid per staat
De meeste staten langs de westkust en de oostelijke binnenlandse staten hebben op snelwegen een hoogste maximumsnelheid van 70 mph (113 km/h). De westelijke binnenlandse staten tezamen met Arkansas en Louisiana hanteren maxima van 75 tot 80 mph (121 tot 129 km/h). De staten langs de oostkust hebben een hoogste maximumsnelheid van 65 tot 75 mph (105 tot 121 km/h). Alaska, Connecticut, Delaware, Massachusetts, New Jersey, New York, Puerto Rico, Rhode Island en Vermont hebben een maximale limiet van 65 mph (105 km/h) en Hawaï een van 60 mph (97 km/h). Washington D.C. en de Amerikaanse Maagdeneilanden hanteren maximaal 55 mph (89 km/h). Guam en Amerikaans-Samoa hebben een maximale limiet van 45 mph (72 km/h). Snelheidslimieten hoger dan 70 mph (113 km/h) komen ten oosten van de Mississippi slechts sporadisch voor. Alleen gedeeltes van de Interstate 95 in Maine en de Interstate 75 en US 131 in Michigan hebben een maximumsnelheid van 75 mph (121 km/h). De Texas State Highway 130 heeft de hoogste maximumsnelheid van het land, hier mag 85 mph (137 km/h) gereden worden.
Sommige staten hebben lagere maximumsnelheden in de nacht voor vrachtwagens en soms worden er ook minimumsnelheden aangegeven. 